# Sán chay
Il popolo sán chay, in lingua vietnamita Người Sán Chay o anche Cao Lan, è uno dei 54 gruppi etnici in Vietnam riconosciuti dal governo centrale. Secondo il censimento del 2009 contavano su una popolazione di 169 410 abitanti.

## Distribuzione
Sono presenti esclusivamente in Vietnam settentrionale, soprattutto nelle province montuose di Tuyen Quang, Lang Son, Bac Kan e Thai Nguyen; nonché in alcuni villaggi nelle province di Yen Bai, Vinh Phuc, Phu Tho, Bac Giang e Quang Ninh.

## Cultura

### Lingua
Parlano la lingua cao lan, che è il loro idioma e fa parte della famiglia delle lingue tai-kadai comprese nei sottogruppi kam-tai e tai centrali; è una lingua tonale e ha delle similitudini con il kham mueang della Thailandia del Nord. È stato ipotizzato che i san chay siano emigrati dalla Cina nel XIX secolo e che possano parlare una forma di cantonese.

### Religione
Professano in prevalenza una forma di animismo basata sul culto degli antenati e sulla venerazione di spiriti e altre divinità. Altre fedi orientali contribuiscono all'educazione religiosa dei san chay, e quasi tutti i villaggi hanno almeno un paio di templi che possono appartenere al buddhismo, taoismo o confucianesimo. Tra i vari racconti tramandati nella tradizione orale c'è quello del diluvio universale che distrusse ogni cosa e dell'unica coppia che si salvò e ripopolò il mondo. Le case sono strutturate secondo le credenze animiste e simboleggiano il genio del bufalo, in cui i pilastri portanti nei quattro angoli sono le zampe, i pilastrini intermedi le costole e il tetto il dorso. Ogni abitazione ha un altare dedicato agli antenati del marito e all'ingresso vi è un cesto con crusca e incenso in onore degli dei che proteggono il bestiame.

### Tradizioni
La struttura sociale si basa su un sistema patrilineare e spesso le famiglie vivono in casa dei genitori del marito. La moglie rimane comunque in casa dei propri genitori fino alla nascita del primo figlio, pratica che deriva dal passato, quando venivano combinati matrimoni tra bambini. In tempi più recenti uomini e donne sono stati lasciati liberi di scegliersi il partner previo consenso delle famiglie, necessario per l'accettazione anche da parte del resto della comunità.

### Musica
I san chay utilizzano diversi strumenti musicali, tra cui alcuni tipi di tamburi e strumenti a fiato, nacchere, cimbali e campane che usano anche per i festival e le cerimonie religiose. Lo stile musicale più diffuso è il sinh ca, canzone popolare, le cui quattro varianti sono le canzoni diurne (strutturate in una serie di domande e risposte), quelle notturne (parti di un ciclo rituale che comprende oltre 1000 canzoni), quelle nuziali e quelle per le cerimonie di iniziazione.

## Economia
La maggior parte della popolazione vive nelle remote aree montane della catena Annamita e ha un'economia prevalentemente agricola basata sulla coltivazione del riso. Per dissodare la terra utilizzano la tecnica del debbio in quanto le loro terre non sono abbastanza pianeggianti per una normale coltivazione del riso. Tra gli altri prodotti agricoli vi sono patate dolci, arachidi, granturco e sesamo, che coltivano in piccoli orti ricavati nella foresta. Sono inoltre dediti alla pesca, alla caccia e raccolta di funghi, rattan e bambù. Alcune famiglie allevano maiali, mucche e pollame.